# ゴッドフリー・ガオ
ゴッドフリー・ガオ（Godfrey Gao、中国語: 高以翔、ガオ・イーシャン、1984年9月22日 - 2019年11月27日）は、アジア各地で活動する俳優、モデル。本名は曹志翔（Tsao Chih-hsiang、ツァオ・ジーシャン）。台湾台北市生まれ。身長193cm。

## 来歴
1984年9月22日、台北市にての父とマレーシア連邦ジョージタウン出身のプラナカンの母との間に生まれる。
幼少期から青年期までをカナダのバンクーバーで過ごし、キャピラノ大学を経て台北市立体育学院を卒業する。
メディア出演は、2004年にモデルとして働くため帰国した際、「ブル・ファイティング」でテレビデビューを果たし、テレビドラマなどにいくつか出演する。
2011年にルイ・ヴィトン（Louis Vuitton Malletier）のキャンペーンモデルにアジア人として初めて抜てきされるなど、スーパーモデルとしても活躍していた。
2013年にはシャドウハンターのマグナス・ベイン役でハリウッドデビューを果たす。
2019年11月27日未明、中国浙江省寧波市でバラエティ番組の撮影中に突然心停止により他界した。

## 主な出演

### テレビドラマ
- ラヴスタイリスト（2006年、台湾電視公司） - 范小玲の男友達
- 天堂來的孩子（2006年、中華電視公司） - 羅以翔
- 超級拍檔（2006年、中華電視公司）- Big Mac
- 戀愛女王（2006年、中華電視公司） - 王志勳
- 我要變成硬柿子（2007年、中華電視公司） -  羅信虎
- スウィートラブ・シューター（2007年、台湾電視公司） -  担克
- 桃花タイフーン（2009年、八大電視） - 陳合
- 我的排隊情人（2010年、中華電視公司） - 白謙睿
- シンデレラの法則（2012年、湖南衛視、民間全民電視公司、八大電視） - 高子齊
- 華麗一族（2013年、湖南衛視） - 李真
- 三国志〜趙雲伝〜（2015年）- 呂布

### 映画
- 101回目のプロポーズ 〜SAY YES〜（2013年） - シュー・ジュオ
- シャドウハンター （2013年）- マグナス・ベイン